# Steinkreuz Bühl (Bibertal)

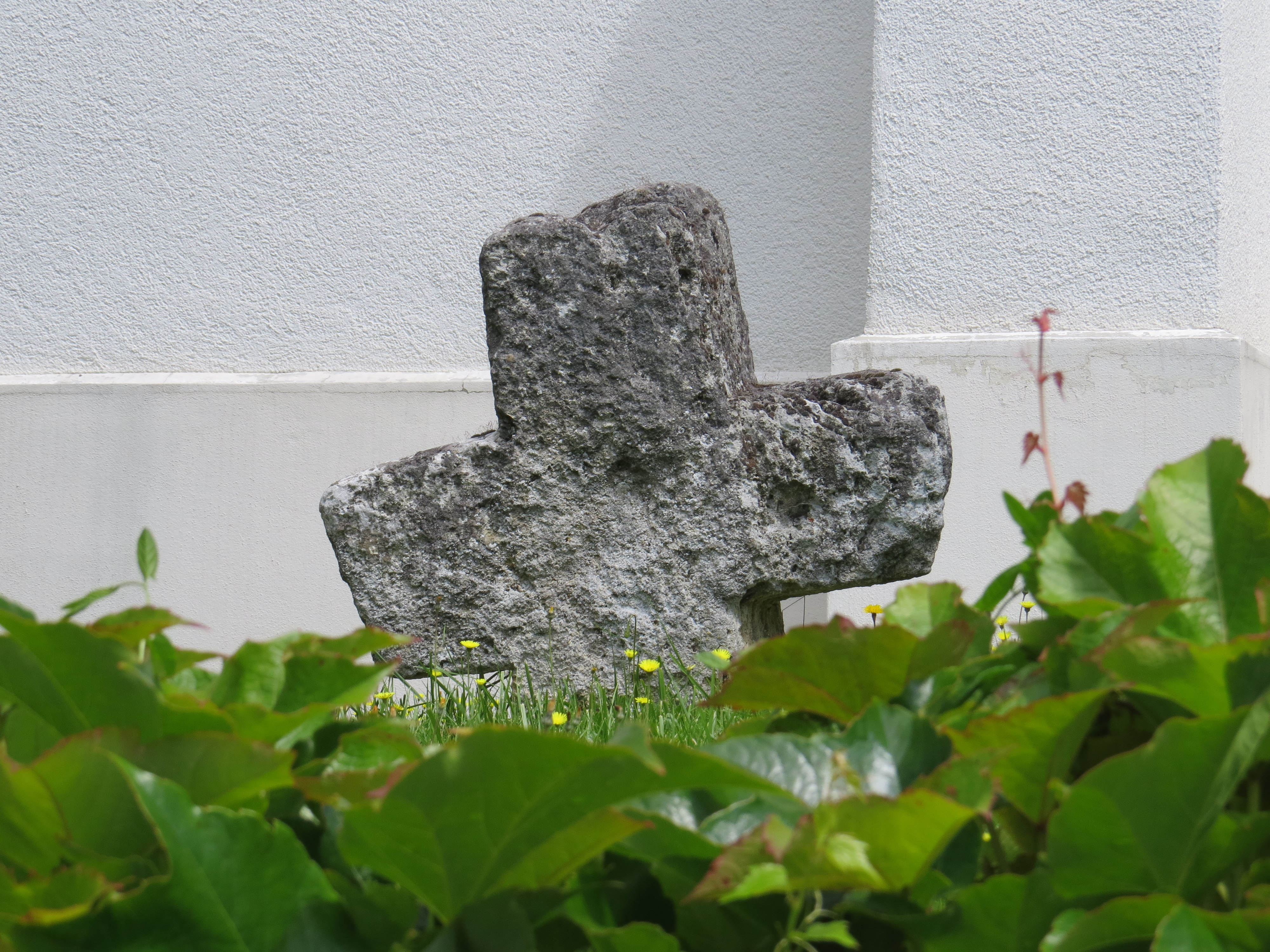
Steinkreuz in Bühl, 2013

Das Steinkreuz in Bühl, einem Ortsteil der Gemeinde Bibertal im schwäbischen Landkreis Günzburg (Bayern), stammt aus dem späten Mittelalter. Das Steinkreuz bei der katholischen Pfarrkirche St. Margareta ist ein geschütztes Baudenkmal. 
Das Steinkreuz aus Jurakalkstein mit einer Höhe von 78 cm stand ursprünglich am südöstlichen Ortsausgang. 
Im Jahr 1965 wurde es vor der Fassade des südlichen Kirchenschiffs aufgestellt.